# Портрет на Елизабета Гонзага
„Портрет на Елизабета Гондзага“ е картина на италианския художник Рафаело Санти. Нарисувана е през 1504 г. Намира се в Галерия „Уфици“, Флоренция.

## История
Портретът на херцогинята на Урбино Елизабета Гондзага и бил вероятно част от колекцията на херцогството и е донесен във Флоренция през 1635 г. като част от чеиза на Виктория дела Ровере, дъщеря на херцога Федерико Убалдо дела Ровере.
За първи път се споменава достоверно през 1773 г. по време на пренасянето на картината в Уфици. В описа, направен през 1825 г., портретът е определен като създаден от школата на Джовани Белини, а през 1825 г. за автор е посочен Андреа Мантеня.
През 1905 г. критикът Емил Дюран-Гревил прави за първи път предположението, че авторът на портрета е Рафаело. Повечето специалисти поддържат тази версия, като свързват портрета на Елизабета с друга работа на Рафаело – портрета на нейния съпруг Гуидобалдо да Монтефелтро, който също така е част от чеиза на Виктория.